# Cancoillotte
ne pas confondre avec Polymnie Cancoyotte, mère du Sapeur Camember.
La cancoillotte (prononcé [kɑ̃kwajɔt]  ou [kɑ̃kɔjɔt] ) est une spécialité fromagère principalement fabriquée en Franche-Comté,. Elle est obtenue à partir d'un mélange de metton (lait écrémé caillé, ce qu'il reste du lait une fois que la crème en a été retirée) et d'eau, additionné de beurre en fin de préparation. 
Cette spécialité fromagère typique de la cuisine franc-comtoise est maigre. Son taux de matières grasses, variant de 8 à 12 %, vient du beurre ajouté lors de la fonte. Elle obtient sa reconnaissance en Indication géographique protégée (IGP) le 20 mai 2022 (parution au JOUE). Au Luxembourg, une spécialité fromagère nommée Kachkéis présente une recette similaire mais hors IGP.
Après le fromage blanc, la cancoillotte est souvent désignée comme le fromage le moins calorique.

## Historique
Dans l'ouvrage La Haute-Saône culinaire de Jean-Marie Garnier, l'auteur témoigne d'une légende selon laquelle la cancoillotte serait apparue il y a plus de 2 000 ans durant la civilisation celte, alors que la région s'appelait la Séquanie. Ou encore, elle serait née dans une ferme de Oyrières en Franche-Comté au cours du XVIe siècle. La recette a vraisemblablement été créée pour ne pas avoir à jeter du lait trop rapidement caillé.
Alors que le lait cru de vache de race montbéliarde, simmental française ou leurs croisements du massif du Jura (Haut-Jura et Haut-Doubs) est majoritairement transformé en comté, le lait moins abondant de la vallée et de la plaine franc-comtoise (piémont jurassien : la Haute-Saône, ainsi que les parties de piémont du Jura et du Doubs) est destiné en grande partie à la fabrication de la crème et de beurre.

## Étymologie
L'origine du nom « cancoillotte » demeure incertaine. Selon certains historiens[Lesquels ?], le mot viendrait du latin « concoctum lactem » figurant dans des écrits romains relatant la prise de Séquanie en 58 av. J.-C. D'autres historiens[Lesquels ?] attribuent au nom « cancoillotte » une origine beaucoup plus tardive. En effet, l'appellation « cancoillotte » ne s'est généralisée qu'au XIXe siècle, et proviendrait de la « coille », dérivé franc-comtois du verbe « cailler », et désigne donc le lait écrémé obtenu après extraction de la crème.

## Galerie de photographies

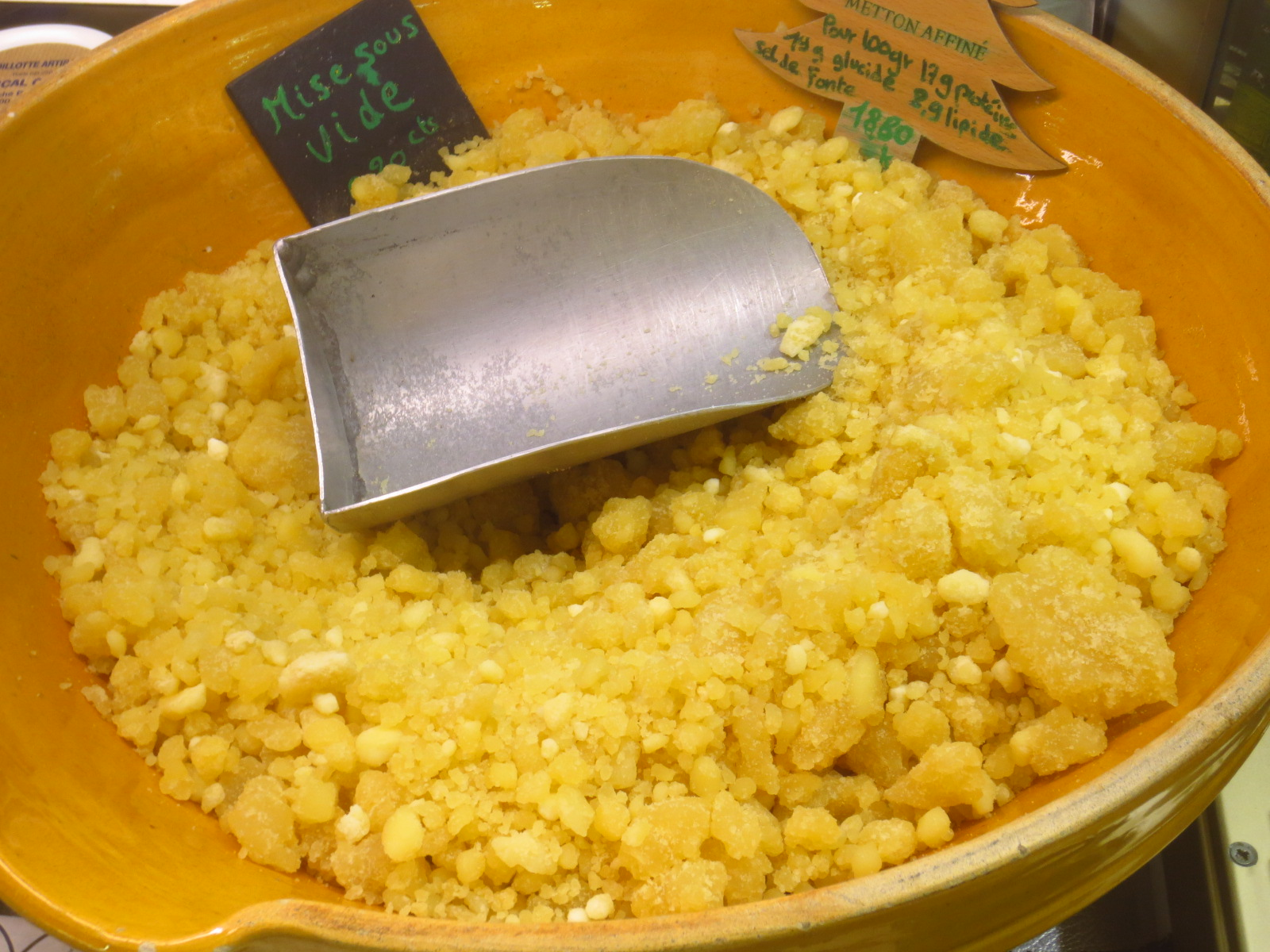
Metton affiné artisanal de crèmerie.
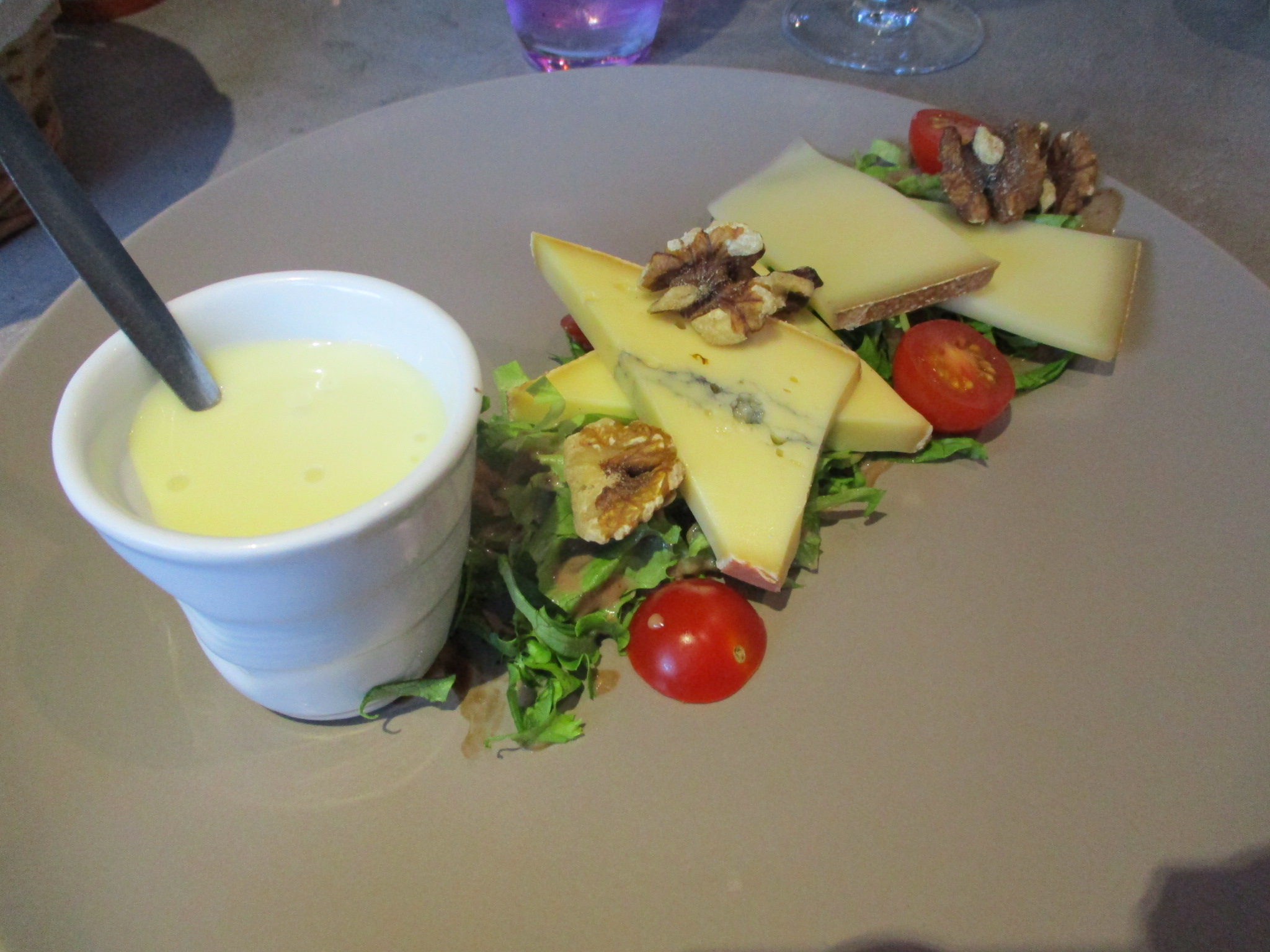
Assiette de cancoillotte, morbier, et comté.
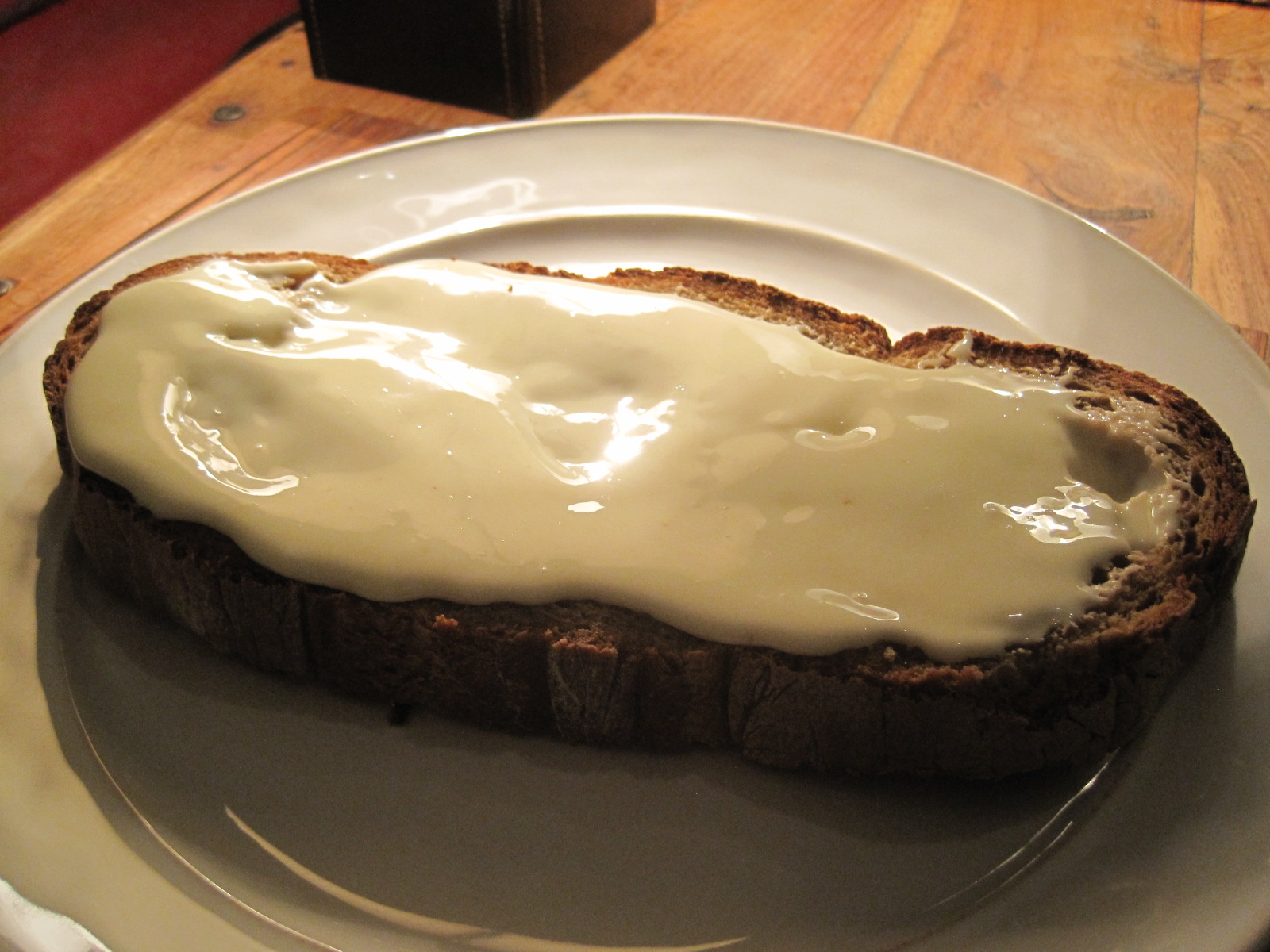
Tartine de cancoillotte
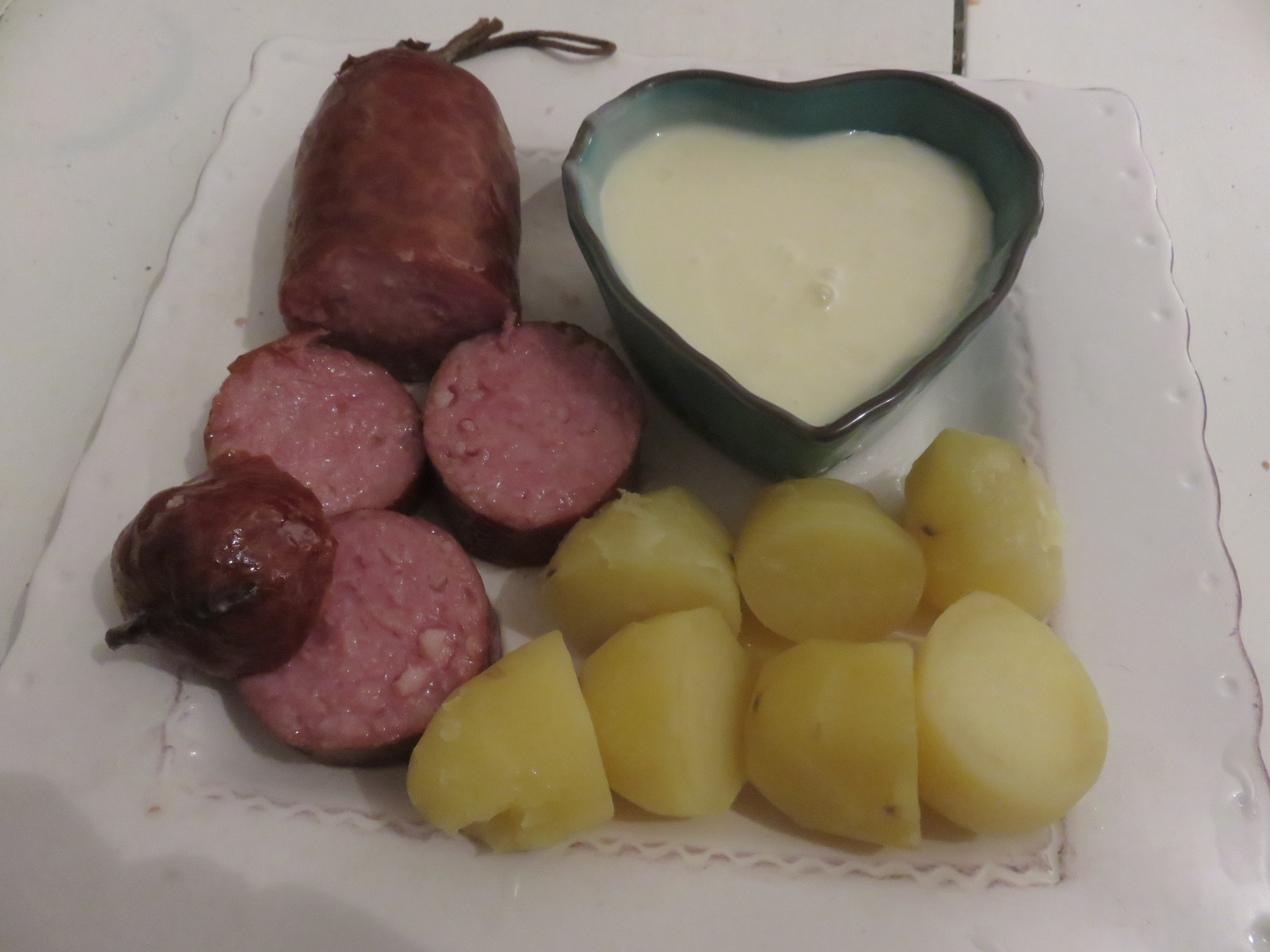
Assiette comtoise, avec saucisse de Morteau et pomme de terre.
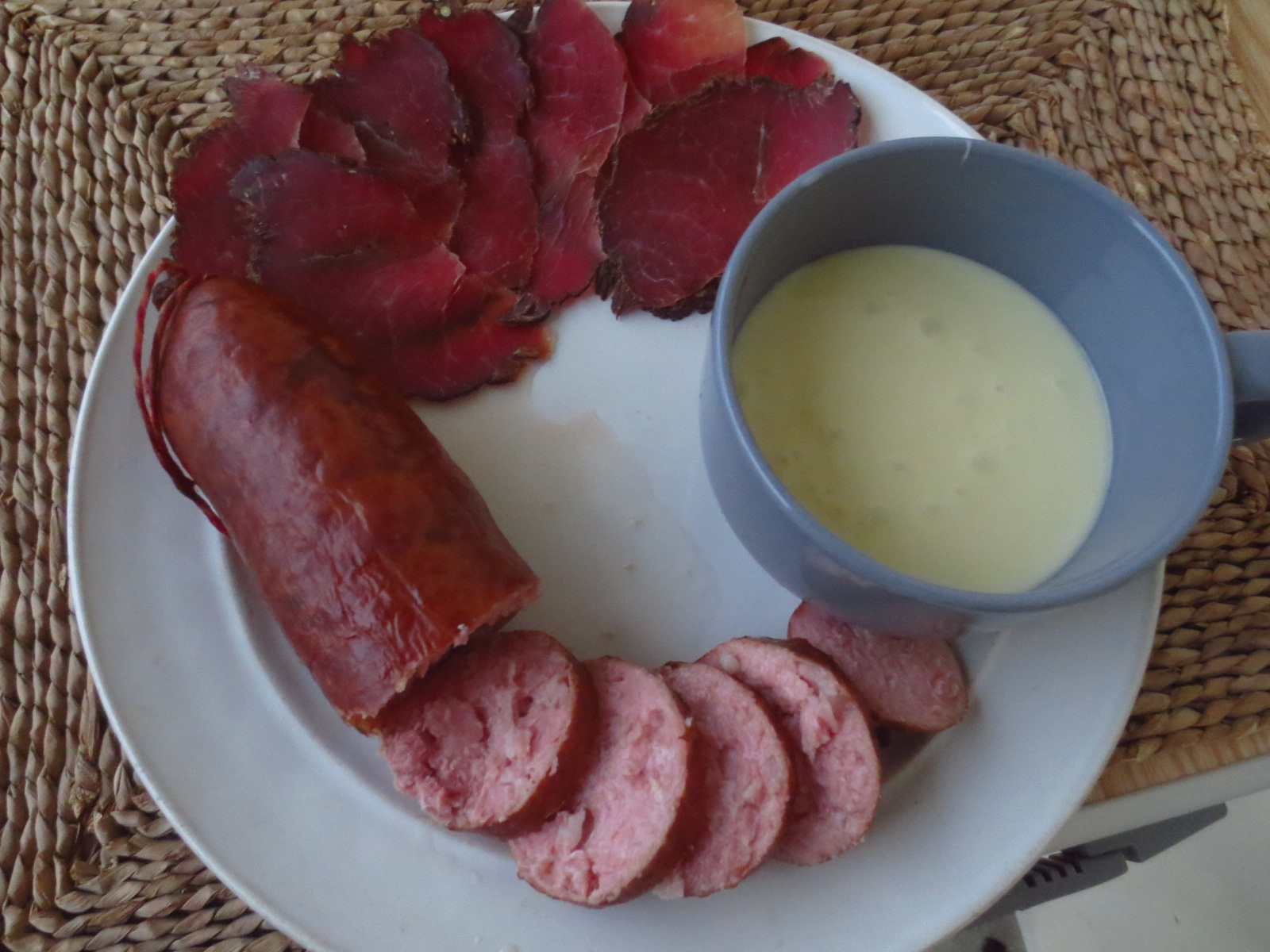
Assiette comtoise, avec saucisse de Morteau et brési.
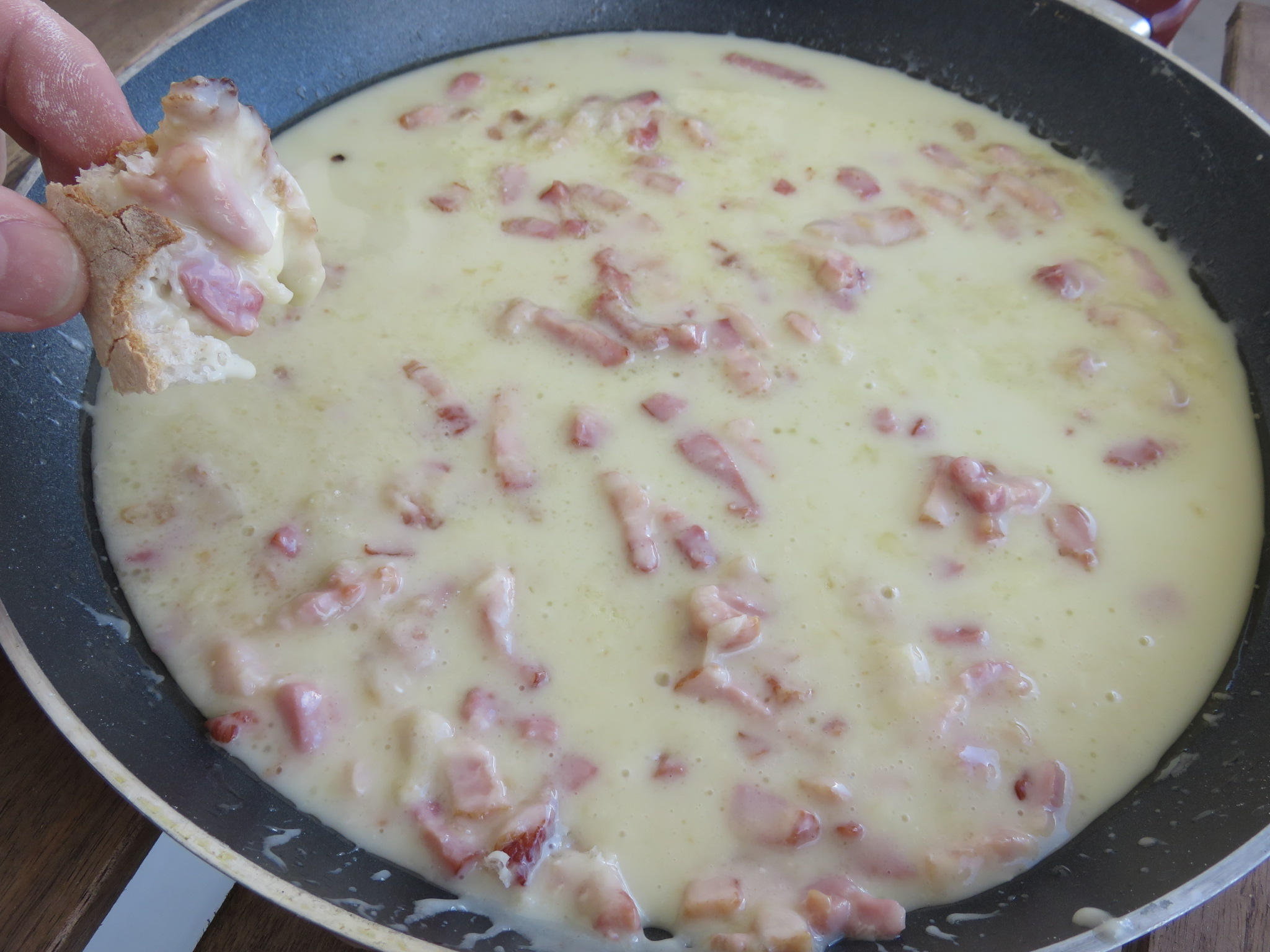
Fondue de cancoillotte aux lardons.

## Fabrication et conditionnement
La cancoillotte est une spécialité fromagère à la texture onctueuse et légèrement liquide à base de metton. Elle contient généralement des sels de fonte tels que citrate de sodium, acide citrique, citrate de potassium, phosphate de sodium,
diphosphate, triphosphate ou polyphosphates.
La première étape est la fabrication du metton : le lait est écrémé et ensemencé à une température lui permettant de coaguler. Cette coagulation permet d'obtenir un caillé qui est ensuite égoutté par pressage. On obtient alors des pains de metton. Ce dernier est ensuite émietté pour être affiné. Le résultat donne des grains durs de la taille d'une noisette. Le metton affiné est chauffé avec du beurre, de l'eau et du sel. À mi-cuisson, la cancoillotte peut être agrémentée d'ail, d'échalote, de vin blanc, de vin jaune ou de beurre.
Il existe aussi de la cancoillotte faite avec du lait pasteurisé.
La cancoillotte est conditionnée en pots de 30 g à 5 kg. Plus rarement, elle est conditionnée en boites de conserve ; ce mode de conditionnement permet une plus longue conservation.
La cancoillotte se conserve à une température comprise entre 0°C et 8°C. Elle se conserve généralement entre deux semaines et deux mois après se fabrication. Une conservation au congélateur peut être possible.
Une vingtaine de fabricants ont produit 5 700 tonnes de cancoillotte en 2022,. Elle est consommée à 90 % en Franche-Comté.

## Consommation

### Utilisation en gastronomie franc-comtoise
La cancoillotte se consomme chaude ou froide.
Chaude, elle est cuisinée en fondue de cancoillotte aux lardons, ou souvent associée à une assiette comtoise avec des pommes de terre et une saucisse de Morteau ou une saucisse de Montbéliard. La « patate coyote », et plus particulièrement les saucisses servies avec, sont une spécialité typiquement franc-comtoise. Ce plat se consomme conjointement aux vins du Jura (savagnin, vin jaune...) et peut être suivie d'une salade comtoise pour conserver l'aspect entièrement traditionnel du repas.
Elle sert également à la confection d'une autre spécialité de Franche-Comté : le poulet à la cancoillotte.
Froide, elle se consomme à la cuillère à titre de spécialité fromagère, seule ou sur une tartine de pain beurré (le beurre peut servir à boucher les trous de la tartine) ou non, éventuellement accompagnée de noix et d'un vin comtois. À température ambiante, elle est relativement coulante (selon la quantité de liquide utilisé lors de la fonte), et qui demande donc quelques précautions : la cancoillotte est plus adaptée à une consommation à la maison qu'à un pique-nique, par exemple.
Elle s’accommode également avec certaines épices, comme le curry ; plusieurs restaurants de Franche-Comté en ont fait leur spécialité.

### Variantes commerciales
Le produit de base est la cancoillotte nature, mais on trouve des variantes commerciales plus récentes que la recette traditionnelle : au beurre, à l'ail, à l'échalote, aux noix, au cumin, au basilic, à l'absinthe, aux champignons (morilles, cèpes, girolles), au vin du Jura (savagnin, vin jaune), à l'ail des ours, ou fumée au feu de bois.

## Valeurs nutritionnelles
- Lipides : 3,8 à 11,5 %, valeurs typiques, mais susceptible de varier selon la quantité de beurre ajoutée lors de la fonte du metton.
- Protéines : 15 à 18,3 %
- Chlorure de sodium : 2 %
- Glucides : 0 à 1 %
- Cholestérol : 0,01 %
- Calories : 107 à 127 calories pour 100 g[8]

## Culture populaire
- 1927 : La Cancoillotte, chanson folklorique populaire de Jean Javey[14]
- 1978 : La Cancoillotte, chanson folklorique populaire humoristique de l'auteur-compositeur-interprète franc-comtois Hubert-Félix Thiéfaine, dédiée à la cancoillotte et à la Franche-Comté[15]